# Bongor
Bongor   este un oraș  în  partea de sud-vest a Ciadului, pe malul estic al râului Logone, la granița cu Camerunul. Centru administrativ al regiunii  Mayo-Kebbi Est.